# Nawfel Bardad-Daidj
Nawfel Bardad-Daidj (Anderlecht, 9 mei 1989) is een Belgische acteur met Algerijnse roots. Hij is vooral bekend door zijn voormalige hoofdrol als Adil Bakkal in de VRT-soapserie Thuis die hij speelde van 31 oktober 2013 tot en met 21 maart 2025. Hij speelde ook een van de hoofdrollen in de komediereeks Bergica op digitale televisiezender Acht. Eerder had hij gastrollen in onder andere Crimi Clowns en Zone Stad.
In 2025 vertolkte hij de rol van Mohammed Ibrahimi in de Adil & Bilall film Patsers en nam hij na ongeveer 11 en een half jaar afscheid van zijn rol als Adil in Thuis. Het personage stierf aan een inwendige bloeding na de gebeurtenissen van de zogenoemde midseizoensfinale van dat jaar.

## Filmografie
- Innocent Belgium (2012) - als Hassan
- Bergica (2012)
- Crimi Clowns (2012) - als Kadeir
- Thuis (2013-2025) - als Adil Bakkal
- Zone Stad (2013) - als Aryan Qamari
- Styx (2018) - als Younes
- Rafaël (2018) - als Tunesisch officier op vliegveld
- Patsers (2025) - als Mohammed Ibrahimi